# Wachau (település)
Wachau település Németországban, azon belül Szászország tartományban. Lakosainak száma 4330 fő (2023. december 31.). Wachau Ottendorf-Okrilla, Lichtenberg, Laußnitz és Radeberg községekkel határos.

## Népesség
A település népességének változása:
| Lakosok száma | 4288 | 4276 | 4265 | 4328 | 4330 |
|               | 2017 | 2019 | 2021 | 2022 | 2023 |